# Bø gamle kirke

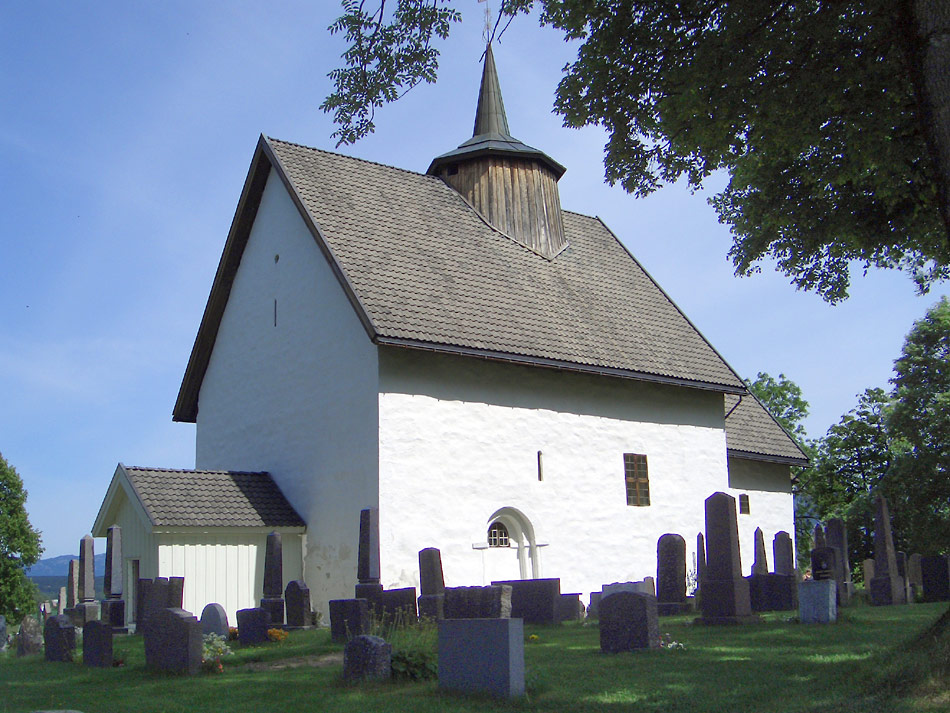
Bø gamle kirke

Bø gamle kirke (Nynorsk: Bø gamle kyrkje) (wörtlich: Alte Kirche von Bø) liegt auf dem Gebiet der Kommune Midt-Telemark in der norwegischen Provinz (Fylke) Telemark.

## Baubeschreibung
Es handelt sich um eine mittelalterliche Steinkirche, die zwischen 1150 und 1180 erbaut wurde. Die Kirche hat ein Langschiff mit einem Chor im Osten und hat 150 Sitzplätze. Das Kirchenschiff, der Chor und die Apsis stammen aus dem Mittelalter, während das Zeughaus im 17. Jahrhundert und der Dachreiter im frühen 19. Jahrhundert erbaut wurde. Das Kirchenschiff verfügt über Portale nach Westen und Süden, der Chor über ein Südportal. Die Nordwand hat keine Öffnungen.

## Geschichte
Als um 1870 in Bø eine neue Kirche gebaut wurde, beschlossen die Dorfbewohner den Erhalt der alten Kirche, was dank der gesammelten Spenden gelang. Es wurden auch archäologische Untersuchungen durchgeführt, die ergaben, dass an der Stelle früher eine kleine Holzkirche gestanden hatte. Die alte Kirche von Bø ist heute eine der wenigen mittelalterlichen Steinkirchen im Land, die keine größeren Veränderungen erfahren hat.

## Ausstattung
Die Wände der Kirche sind weiß getüncht, es wird aber vermutet, dass sie im Mittelalter bemalt waren, so wie es auch in den Kirchen von Nes und Sauherad zu sehen ist.
Im Altarraum gibt es ein romanisches Kreuz aus dem 13. Jahrhundert mit einer Darstellung des lebendigen und siegreichen Christus am Kreuz, der eine Königskrone trägt.
Nach der Reformation wurde die Kirche im Renaissancestil umgebaut, mit einer Galerie an der Nord- und Westwand, einer Kanzel und einem neuen Altarbild.